# Frozen Bubble
Frozen Bubble – komputerowa gra logiczna dostępna na komputery osobiste dla jednej lub dwóch osób, wzorowana na Puzzle Bobble. Polega na celowaniu kolorowymi kulkami tak, aby łączyły się w grupy – gdy obok siebie zbierze się 3 lub więcej kulek danego koloru, spadają. Jeśli na danym poziomie nie uda się zrzucić odpowiedniej liczby kulek i któraś z nich przekroczy dolną linię, gracz zostaje „zamrożony” (stąd nazwa).
Gra została napisana w języku Perl (aczkolwiek niektóre operacje multimedialne zostały zaimplementowane w C) i korzysta z biblioteki SDL. Działa wyłącznie pod systemem Linux, ale istnieją nieoficjalne, niewspierane przez autorów wersje. Planowana stabilna, oficjalna wersja na Windows oraz Mac OS X nigdy się nie ukazała. Autorem kodu gry jest Guillaume Cottenceau. Gra została wydana na licencji GNU GPL.